# Кузьмин, Борис Петрович
Бори́с Петро́вич Кузьми́н (11 февраля 1941, Москва — 30 ноября 2001, там же) — советский гребец, выступавший за сборную СССР по академической гребле в середине 1960-х годов. Двукратный чемпион Европы, серебряный призёр чемпионата мира, победитель многих регат международного и всесоюзного значения, участник летних Олимпийских игр в Токио. Заслуженный мастер спорта СССР (1965).

## Биография
Борис Кузьмин родился 11 февраля 1941 года в Москве. Проходил подготовку в центральном совете добровольного спортивного общества «Спартак».
Первого серьёзного успеха на взрослом международном уровне добился в сезоне 1964 года, когда вошёл в основной состав советской национальной сборной и одержал победу в распашных рулевых четвёрках на чемпионате Европы в Амстердаме. При этом его партнёрами были Виталий Курдченко, Анатолий Ткачук, Владимир Евсеев и рулевой Анатолий Лузгин.
Благодаря череде удачных выступлений удостоился права защищать честь страны на летних Олимпийских играх в Токио — в зачёте четвёрок с рулевым занял итоговое пятое место.
В 1965 году тем же составом завоевал золотую медаль на европейском первенстве в Дуйсбурге.
В 1966 году в составе того же экипажа стал серебряным призёром чемпионата мира в Бледе, пропустив вперёд только команду из Восточной Германии.
За выдающиеся спортивные достижения удостоен почётного звания «Заслуженный мастер спорта СССР» (1965).
Умер 30 ноября 2001 года в возрасте 60 лет. Похоронен на Ваганьковском кладбище в Москве.